# Contea di Chittering
La contea di Chittering è una delle 43 local government areas che si trovano nella regione di Wheatbelt, in Australia Occidentale. Essa si estende su di una superficie di circa 1.222 chilometri quadrati ed ha una popolazione di 3.520 abitanti.